# اشكلن (مقاطعة فومن)
اشكلن (بالفارسية: اشکلن) هي قرية تقع في غيلان في إيران. يقدر عدد سكانها بـ 448 نسمة بحسب إحصاء 2016.